# 657

## Události
- Založen klášter Whitby

## Úmrtí
- 1. června – svatý Evžen, papež

## Hlavy států
- Papež – Evžen I. (654/655–657) » Vitalianus (657–672)
- České země (Sámova říše) – Sámo
- Byzantská říše – Konstans II.
- Franská říše
  - Neustrie & Burgundsko – Chlodvík II. (639–658)
  - Austrasie – Childebert Adoptovaný (656–661) + Grimoald (majordomus) (643–657)
- Anglie
  - Wessex – Cenwalh
  - Essex – Sigeberht II. Dobrý
  - Mercie – Oswiu
- První bulharská říše – Kuvrat (630–641/668)?